# Società italiana delle storiche
La Società italiana delle storiche (SIS) è una associazione che promuove gli studi di storia delle donne e di genere.

## Storia
È stata fondata a Torino nel marzo 1989, a seguito di due importanti convegni che avevano manifestato l'esigenza di dare visibilità alle ricerche delle donne, Ragnatele di rapporti. Patronage e reti di relazioni nella storia delle donne, tenutosi a Bologna nel novembre 1986 e La ricerca delle donne. Studi femministi in Italia, tenutosi a Modena nel 1987. Molte delle donne partecipanti a questi due incontri avevano già dato vita a due riviste: Memoria, la prima rivista italiana dedicata alla storia delle donne, e DWF, dedicata ai women's studies 

## Finalità
Come recita l'art. 2 del suo Statuto:
La Società promuove la storia delle donne nelle università e nelle scuole; favorisce la pubblicazione di scritti di storia delle donne e la raccolta di fonti documentarie prodotte da donne. Nel 1997 viene sottoscritto un protocollo con il Ministero della pubblica istruzione (Ministro Luigi Berlinguer] nel quale la SIS si impegna a "realizzare qualificati e organici interventi di formazione del personale della scuola di ogni ordine e grado nell'area storico-sociale, con particolare riferimento alla storia delle donne e alla gender history"

## Presidenti
- Maura Palazzi, 1989-1991
- Annarita Buttafuoco, 1991-1995
- Sara Cabibbo, 1995-1997
- Andreina De Clementi, 1997-2001
- Anna Scattigno, 2001-2003
- Raffaella Baritono, 2003-2005
- Rosanna De Longis, 2005-2009
- Elisabetta Vezzosi, 2009-2012
- Isabelle Chabot, 2012-2016[4]
- Simona Feci, 2016-2020
- Raffaella Sarti, 2020-2024
- Vinzia Fiorino, 2024-

## Riviste
Fin dalle sue origini la Società ha curato la produzione, prima, di uno strumento prevalentemente informativo sulle proprie attività, Agenda. Bollettino della Società italiana delle Storiche, attivo dal 1989 al 1999, e successivamente ha dato vita ad una rivista scientifica a periodicità semestrale, «Genesis», che ha iniziato le pubblicazioni nel 2002 ed è tuttora corrente.

## Congressi
La Società ha organizzato, tra il 1995 e il 2021, otto congressi nazionali: Rimini (1995), Venezia (2000), Firenze (2003), Roma (2007), Napoli (2010), Padova-Venezia (2013), Pisa (2017), Verona (2021).. L'ultimo congresso si è tenuto a Palermo nel giugno 2024.

## Scuola estiva
Dal 1990 la Società ha dato vita, presso la Certosa di Pontignano (SI), sulla base di un accordo tra l'Università di Siena e la Società, a una Scuola estiva di storia delle donne. Animatrice della scuola è stata, sino alla sua morte nel 1999, Annarita Buttafuoco; nel 1999 ha aderito alla scuola il Dipartimento di Studi Linguistici e Letterari dell'Università degli Studi La Sapienza di Roma. Dopo la morte di Annarita Buttafuoco la scuola ha preso il nome di Scuola estiva di studi e cultura delle donne Annarita Buttafuoco ed ha proseguito fino al 2003 a svolgersi alla Certosa di Pontignano. Dal 2004 la scuola si è rinominata Scuola Estiva della Società Italiana delle Storiche e si tiene presso il Centro studi CISL di Firenze.
I temi trattati nelle diverse sessioni annuali della Scuola estiva sono stati i seguenti:
- 1990: Il valore delle donne (Doti e matrimonio nell'Ancien régime – Mondo del lavoro e strategie di vita)
- 1991: Femminile plurale (Figure del margine – Narrare e narrare di sé)
- 1992: Famiglie – Bellezza
- 1993: Corpi e identità sessuale – Diritto, diritti
- 1994: Donne cattive – Cattive donne
- 1995: Appartenenze, scelte, conflitti – Nella Repubblica
- 1996: Sesso, Genere, Soggetti – Nella città
- 1997: Le culture del welfare – Nazioni, religioni, identità di genere
- 1998: Legami d'amore – Solitudini
- 1999: Corpi in guerra: nazioni, genere, soggetti – Età della vita: passaggi
- 2000: Metamorfosi del corpo - Attraversamenti
- 2001: Interni - Esterni
- 2002: Identità migranti - Genere e Nazione
- 2003: Americhe
- 2004: La sfida del femminismo ai movimenti degli anni Settanta
- 2005: Empowerment, diritti e culture delle donne a dieci anni dalla conferenza mondiale di Pechino
- 2006: Le donne nelle religioni monoteiste - Fede politica libertà
- 2007: Il lavoro delle donne - Diritti migrazioni identità

- 2008: Vivere in schiavitù nel mondo globale tra antichità e tempo presente
- 2009: Secondo natura/Contro natura. Corpi contesi tra sfera pubblica e relazioni di genere
- 2010: Corpi del potere /Poteri dei corpi
- 2011: Libertà/Liberazione
- 2012: Narrare sé / Narrare il mondo
- 2013: La costruzione della maternità. Storia, scienza, riflessione femminista
- 2014: Disobbedienze genere, potere, resistenza
- 2015: Felicità della politica, politica della felicità
- 2016: Procreazione e maternità tra storia e biotecnologie
- 2017: Migranti o in fuga? Attraversamenti, diritti, frontiere
- 2018: Violenza contro le donne e violenza di genere. Storie e pratiche di resistenza dall’età moderna a oggi
- 2019: Democrazie fragili. Populismo, razzismo, antifemminismo
- 2021: Ambiente. Storie, conflitti, movimenti in una prospettiva di genere (online)

## Premio Franca Pieroni Bortolotti
Il Premio, istituito dal Comune di Firenze nella persona di Katia Franci, assessora del Comune di Firenze, e dalla Società nel 1990, era rivolto  a giovani ricercatrici e ricercatori per loro studi inediti di storia delle donne e storia di genere. Dal 2012 ente promotore è divenuto la Regione Toscana che con la legge regionale n. 33 del 2015 si era impegnata a un finanziamento annuale di sostegno all'iniziativa. Con l'approvazione della Legge regionale 7 marzo 2017, n. 9, la Regione Toscana ha soppresso il Premio Franca Pieroni Bortolotti e disdetto la convenzione con la SIS in vigore fino al 31 dicembre 2017.  
I lavori ritenuti meritevoli sono depositati nell'Archivio di Studi di Storia delle Donne Fondo Franca Pieroni Bortolotti della Biblioteca delle Oblate di Firenze
- 1990: Il valore delle donne (Doti e matrimonio nell'Ancien régime – Mondo del lavoro e strategie di vita)
- 1991: Femminile plurale (Figure del margine – Narrare e narrare di sé)
- 1992: Famiglie – Bellezza
- 1993: Corpi e identità sessuale – Diritto, diritti
- 1994: Donne cattive – Cattive donne
- 1995: Appartenenze, scelte, conflitti – Nella Repubblica
- 1996: Sesso, Genere, Soggetti – Nella città
- 1997: Le culture del welfare – Nazioni, religioni, identità di genere
- 1998: Legami d'amore – Solitudini
- 1999: Corpi in guerra: nazioni, genere, soggetti – Età della vita: passaggi
- 2000: Metamorfosi del corpo - Attraversamenti
- 2001: Interni - Esterni
- 2002: Identità migranti - Genere e Nazione
- 2003: Americhe
- 2004: La sfida del femminismo ai movimenti degli anni Settanta
- 2005: Empowerment, diritti e culture delle donne a dieci anni dalla conferenza mondiale di Pechino
- 2006: Le donne nelle religioni monoteiste - Fede politica libertà
- 2007: Il lavoro delle donne - Diritti migrazioni identità

- 2008: Vivere in schiavitù nel mondo globale tra antichità e tempo presente
- 2009: Secondo natura/Contro natura. Corpi contesi tra sfera pubblica e relazioni di genere
- 2010: Corpi del potere /Poteri dei corpi
- 2011: Libertà/Liberazione
- 2012: Narrare sé / Narrare il mondo
- 2013: La costruzione della maternità. Storia, scienza, riflessione femminista
- 2014: Disobbedienze genere, potere, resistenza
- 2015: Felicità della politica, politica della felicità
- 2016: Procreazione e maternità tra storia e biotecnologie
- 2017: Migranti o in fuga? Attraversamenti, diritti, frontiere
- 2018: Violenza contro le donne e violenza di genere. Storie e pratiche di resistenza dall’età moderna a oggi
- 2019: Democrazie fragili. Populismo, razzismo, antifemminismo
- 2021: Ambiente. Storie, conflitti, movimenti in una prospettiva di genere (online)